# Пуоджукс, Кястас
Кястас Пуоджукс (латыш. Ķasts Puodžuks; 23 августа 1986, Даугавпилс, Латвийская ССР, СССР) — латвийский мотогонщик, выступающий в спидвее.

## Биография
С юных лет мальчик увлекался спортом. Пять лет он занимался борьбой, а затем в 1998 году пришёл в спидвей. Первым тренером молодого спортсмена стал Василий Диваков. С первых дней занятий он стал прививать своему воспитаннику стремеление всегда и во всем быть первым. И когда Костя начал выступать за «Спидвей центр», стало ясно, что уроки тренера не пропали даром. В 2002 году он становится финалистом чемпионата Европы среди юниоров Ю-19. Кроме того в это же время наша команда, в составе которой выступал Костя заняла третье место открытого командного чемпионата России и стала финалистом кубка европейских чемпионов.
Дальше молодой, но амбициозный спортсмен продолжал совершенствовать свои навыки езды и в итоге стал одним из лидеров «Спидвей центр». По признанию Кястаса, он всегда знал, что будет гонщиком. С 6-7 лет мальчик с друзьями из Погулянки бегал на гонки нашей команды. Когда не было денег на входной билет, перелезал через забор. При этом неоднократно получал по ногам от охранников…
В итоге в 12 лет он пришёл заниматься любимым видом спорта. Впервые сев на мотоцикл, будущий гонщик осознал, что в этом и есть вся его жизнь.
Самым своим большим достижением Кястас считает второе место на чемпионате Европы среди юниоров в 2005 году. Было сложно, тяжело, но у него получилось. В будущем Кястас собирается улучшать свои результаты и делать все возможное и невозможное для победы «Локомотива».